# Sandy Saffeels
Sandy Saffeels (bürgerlich: Sandra Saffeels; * 1965 in Klamath Falls, Oregon) ist eine deutsch-amerikanische Filmeditorin.

## Leben
Sandy Saffeels schnitt seit Mitte der 1980er Jahre Werbe- und Musikvideos. Ende der 1990er Jahre war sie Geschäftsführerin der Postproduktionsfirma Digital Editors in München. Seit 2001 ist sie als freischaffende Editorin tätig. Mehrfach arbeitete sie mit der ebenfalls aus den USA stammenden Regisseurin Sherry Hormann zusammen.
Sandy Saffeels ist Mitglied der Deutschen Filmakademie und im Bundesverband Filmschnitt Editor e. V. (BFS).

## Filmografie (Auswahl)
- 1998: Annas Fluch – Tödliche Gedanken
- 1999: Sonnenallee
- 2000: Harte Jungs
- 2001: Julietta – Es ist nicht wie du denkst
- 2002: Die Rückkehr
- 2003: So schnell du kannst
- 2003: Verrückt ist auch normal
- 2004: Just Get Married!
- 2004: Abgefahren – Mit Vollgas in die Liebe
- 2004: Sex & mehr
- 2004: So fühlt sich Liebe an
- 2005: Einmal so wie ich will
- 2005–2007: Alles außer Sex (5 Folgen)
- 2006: Leo
- 2006: Spreewaldkrimi: Die Tote im Weiher
- 2007: Die Wilden Kerle 4
- 2007: Das Duo: Liebestod
- 2008: Ein Leben für ein Leben – Adam Resurrected
- 2008: Zwei Zivis zum Knutschen
- 2008: Die Liebesflüsterin
- 2009: Lippels Traum
- 2009: Wer hat Angst vorm schwarzen Mann?
- 2010: Nanga Parbat
- 2010: Die Tochter des Mörders
- 2010: Der kalte Himmel
- 2011: Tage, die bleiben
- 2011: Vorstadtkrokodile 3
- 2011: Tödlicher Rausch
- 2012: Anleitung zum Unglücklichsein
- 2013: Lena Fauch – Gefährliches Schweigen
- 2014: Spreewaldkrimi: Die Tote im Weiher
- 2015: Zweimal lebenslänglich
- 2015: Fünf Freunde 4
- 2015: Unsichtbare Jahre
- 2015: Schwägereltern
- 2016: Lotte Jäger und das tote Mädchen
- 2017: Tödliche Geheimnisse: Tod in Kapstadt
- 2017: Tatort: Level X
- 2018: Wir lieben das Leben
- 2018: Endlich Witwer
- 2019: Lotte am Bauhaus
- 2019: Ostwind – Aris Ankunft
- 2019: Vermisst in Berlin
- 2020: Altes Land (Fernsehzweiteiler)
- 2021: Biohackers (Fernsehserie, 2 Folgen)
- 2023: Der Schwarm (Fernsehserie, 4 Folgen)
- 2023: Caveman